# Franz Wohlfahrt
Franz Bernhard Wohlfahrt (Sankt Veit an der Glan, 1 de julho de 1964) é um ex-futebolista austríaco que atuava como goleiro.
Começou a carreira em 1981, no Áustria Viena, clube que defendeu durante a maior parte da mesma. Jogou também pelo Stuttgart até retornar ao país natal para deixar os gramados, em 2002, quando tinha 37 anos. Chegou a retomar a carreira em 2003, no pequeno Untersiebenbrunn, time de divisões inferiores da Áustria, até se aposentar definitivamente como atleta, já aos 40 anos.
Pela Seleção Austríaca, onde jogou de 1987 a 2001, Wohlfahrt participou da Copa de 1998, como reserva do também experiente goleiro Michael Konsel.

## Títulos
- Campeonato Austríaco (6): 1984, 1985, 1986, 1991, 1992, 1993
- Copa da Áustria (4): 1986, 1990, 1992, 1994
- Copa da Alemanha (1): 1997